# گرفتون، چشر
گرفتون (به انگلیسی: Grafton) یک روستا و محله مدنی در بریتانیا است که در چشر غربی و چستر واقع شده‌است. گرفتون ۳ نفر جمعیت دارد.